# Azerska glazba
Azerska glazba (azerbajdžanski: Azərbaycan musiqisi) je sveukupna glazbena djelatnost Azera od srednjeg vijeka do danas.
Glazba Azera u seoskim područjima u pravilu je kromatska, dok metroritamske značajke, ovisno o funkciji konkretnoga glazbenog izričaja, variraju od slobodnih do striktnih. U gradskim sredinama poznaju se sustavi melodijskih i metroritamskih modusa, a to ih povezuje s tradicijama susjednih bliskoistočnih kultura. Umješnost improviziranja temelj je za glazbenički poziv. Ašik je glazbenik koji u sebi združuje pjesnika, skladatelja, pjevača i svirača, a izvodi legendarne i epske pjesme (Dastan). Mugam je ciklički oblik s kontrastnim vokalnim i instrumentalnim stavcima.
Tradicijski instrumentarij obuhvaća melodijska glazbala (kordofonska i aerofonska) i glazbala s ritamskom funkcijom (poglavito membranofonska). Starošću i ugledom ističe se dugovrata trzalačka lutnja saz, obično s 8 žica, kojom ašug prati svoje pjevanje. Druga dugovrata trzalačka lutnja tar, s rezonantnom kutijom u obliku brojke 8, mijenjala se tijekom povijesti glede ugodbe (razdioba oktave na 17 intervala nadomjestila je u 19. stoljeću temperirana zapadna razdioba na 12 intervala) i broja žica (nekoć do 14, danas najviše 6). Značajno je i gudaće glazbalo kemenče s 3 ili 4 žice. Među aerofonskim glazbalima ističu se cilindrična oboa nježna zvuka (balaban ili duduk) i reska konična oboa (zurna). Bubnjevi su tipa tamburina (daf), cilindrični dvoopneni (nagara) ili par timpana (goša-nagara).
Pod utjecajem Rusije, potkraj 19. stoljeću bliskoistočne temelje azerske glazbe potiskuje utjecaj europske umjetničke glazbe. Uzejir Hadžibejov i njegovi sljedbenici propagiraju od 1930-ih sintezu tih dviju tradicija i stvaranje nacionalnoga skladateljskog stila. Tako nastaju najpoznatija Hadžibejova opera »Köroğlu«, »Koncert za tar i simfonijski orkestar« Hadži Khanmamedov, te baletna i simfonijska djela Kara Karajeva.